# Birchwood Village
Birchwood Village – miasto w Stanach Zjednoczonych, w stanie Minnesota, w hrabstwie Washington.